# رفدا، اوبلاست سوردلوفسک
شهر رفدا، اوبلاست سوردلوفسک (به روسی: Ревда) در کشور روسیه و در اوبلاست سوردلوفسک واقع شده‌است.